# Battaglia del lago di Hód
La battaglia del lago di Hód (in ungherese Hód-tavi csata) fu combattuta tra il regno d'Ungheria e i cumani nel settembre o nell'ottobre del 1282. In quell'occasione, il re Ladislao IV d'Ungheria respinse con successo gli invasori.

## Contesto storico
Nel contesto della travagliata prima invasione mongola dell'Ungheria, alcuni gruppi di cumani cominciarono a stabilirsi nel regno d'Ungheria, in quanto il re magiaro Béla IV offrì rifugio al khan Köten (Kötöny) e al suo popolo nel 1239. La decisione del re suscitò tensioni sociali, economiche e politiche, mentre l'insediamento in massa di nomadi cumani nelle pianure lungo il fiume Tibisco generò molti conflitti tra gli stranieri e gli abitanti dei villaggi locali. Quando i mongoli raggiunsero il confine e invasero l'Ungheria nella primavera del 1241, diversi ungheresi accusarono Köten e i loro cumani di collaborare con il nemico. I cumani, noti per le proprie abilità militari, lasciarono l'Ungheria dandosi a vari saccheggi, dopo che una folla inferocita uccise Köten e il suo seguito a Pest. Con la loro partenza Béla perse i suoi alleati più preziosi e i mongoli sconfissero in maniera netta il suo esercito reale nella battaglia di Mohi l'11 aprile 1241. Dopo la ritirata dei mongoli nell'anno successivo, Béla sollecitò i cumani a tornare e a stabilirsi nelle pianure spopolate tra i fiumi Danubio e Tibisco, in cambio del loro servizio militare. Organizzò persino il fidanzamento del suo figlio primogenito, Stefano, che fu incoronato rex iunior nel 1246 o poco prima, con Elisabetta, figlia di un capo cumano.
La questione dell'integrazione sociale dei cumani divenne secondaria nei decenni successivi. Il loro peso specifico tra le file dell'esercito reale ungherese contribuì a migliorarne l'efficienza e l'organizzazione interna, in particolare con riferimento alla cavalleria leggera. I cumani parteciparono a diverse campagne belliche, ad esempio durante i combattimenti contro il ducato d'Austria e il regno di Boemia. Nella guerra civile del 1264-1265 che ne seguì e che interessò il re Béla IV e suo figlio Stefano, entrambe le parti cercarono di ottenere il sostegno cumano. Durante questo conflitto, nel 1264, Béla inviò delle truppe cumane a combattere contro suo figlio Stefano, nonostante i cumani avessero ufficialmente giurato di servire quest'ultimo, che aveva assunto il titolo di «Dominus Cumanorum». Quando Stefano prevalse nella guerra civile, un numero significativo di cumani intendeva lasciare l'Ungheria dopo averla saccheggiata, circostanza che allarmò la corona. Intorno all'aprile del 1266, Stefano li persuase a rimanere in Ungheria, scagliando contro di loro una spedizione punitiva.

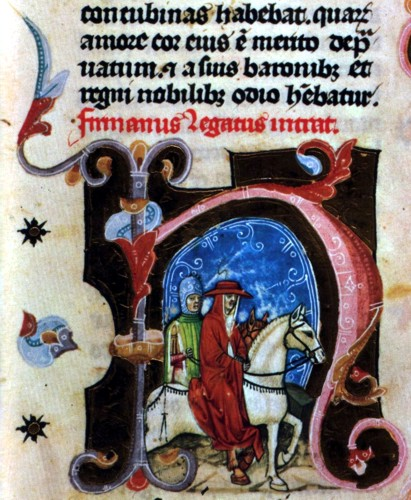
L'arrivo del legato pontificio Filippo di Fermo in regno d'Ungheria all'inizio del 1279. Miniatura tratta dalla Chronica Picta

Dopo la morte di Stefano V nel 1272, il decenne Ladislao IV (successivamente divenuto conosciuto anche come Ladislao il Cumano) salì su trono magiaro sotto la reggenza di sua madre Elisabetta la Cumana, ma in realtà il regno era amministrato di fatto dalle varie fazioni aristocratiche. L'Ungheria piombò in uno stato di anarchia feudale, quando vari gruppi si scontrarono per il potere supremo. Tra il 1277 e il 1279 Ladislao, dichiarato maggiorenne, subentrò temporaneamente nella politica interna ed estera. Papa Niccolò III inviò Filippo, vescovo di Fermo, in Ungheria per aiutarlo a ripristinare il potere reale all'inizio del 1279. Tuttavia, l'arrivo del legato pontificio ebbe un impatto complessivamente negativo sulla stabilità politica interna. Non senza adirarsi, il vescovo constatò che la maggioranza dei Cumani aveva negli ultimi decenni continuato a idolatrare le proprie divinità e a tramandare i costumi pagani all'interno di un regno cristiano. Durante una solenne cerimonia, a Filippo fu promesso dai capi cumani che essi avrebbero rinunciato alle loro usanze pagane; inoltre, il chierico convinse pure il monarca magiaro a prestare giuramento e a impegnarsi per far rispettare la promessa avanzata dai capi cumani. Durante un'importante assemblea tenutasi a Tétény nell'estate del 1279, furono approvate le cosiddette leggi cumane, le quali dettavano delle disposizioni in merito all'assimilazione sociale e culturale che avrebbe interessato i cumani. Essi, tuttavia, non obbedirono alle leggi e lo stesso Ladislao IV, il cui sangue era per metà cumano, non si preoccupò granché di farle rispettare in maniera integerrima. Di conseguenza, Filippo scomunicò il monarca e poco dopo pose l'Ungheria sotto interdetto. A seguito di un turbolento periodo di lotte politiche, Ladislao IV prestò di nuovo giuramento per far rispettare le leggi cumane nella primavera del 1280. Per tutta risposta, molti cumani decisero di lasciare l'Ungheria anziché obbedire alle richieste del legato. Ciò mise sostanzialmente in pericolo il potenziale militare vantato fino ad allora dagli ungheresi. Il re si affrettò a raggiungere i cumani in viaggio a Szalánkemén (odierna Stari Slankamen, in Serbia), ma non fu in grado di impedire loro di attraversare i confini. Secondo la lettera di donazione del re a Tommaso Talpas nel 1288, l'esercito ungherese attraversò i Carpazi meridionali per riportare indietro i «cumani che in segreto avevano disertato dai confini dei tartari».

## Incertezze cronologiche e sul luogo degli scontri
Qualche tempo dopo la partenza dei cumani, ebbe luogo la loro invasione dell'Ungheria. La storiografia pre-ottocentesca ha sostenuto che la battaglia in esame ebbe luogo presso il lago Hód, il quale un tempo si estendeva vicino alla moderna Hódmezővásárhely. La storiografia della fine del XIX secolo, in particolare gli autori Károly Szabó e Gyula Pauler, hanno ritenuto che l'incursione dei cumani e la battaglia del lago di Hód ebbero luogo all'inizio di agosto del 1280. Tale deduzione si è basata su un documento reale il quale affermava che a un certo «guerriero del castello» (un uomo che aveva il compiuto di arruolarsi e servire un determinato ispán) di nome Denis veniva concesso il rango di nobile per ringraziarlo della sua partecipazione allo scontro. Si è in seguito scoperto che tale atto risultava un falso. Gli storici István Gyárfás e Károly Szabó hanno teorizzato che il luogo della battaglia si trovasse nei pressi di un insediamento [locus] chiamato Hód, al posto di un lago [lacus]. Gyula Pauler ha sostenuto che il luogo della battaglia corrispondesse a un'area rurale chiamata Hód vicino a Makó. Secondo la ricostruzione di Pauler, i Cumani si ribellarono a Ladislao IV, quando il monarca prestò il suo secondo giuramento di far rispettare le leggi cumane dopo la sua liberazione dalla prigionia. Gli invasori saccheggiarono la regione tra la zona dei fiumi Tibisco e Maros (Mureș), fino a quando non furono battuti da Ladislao IV nella battaglia del lago di Hód nell'agosto del 1280. Successivamente, il re marciò verso Albareale e radunò un esercito nell'autunno del 1280 per convincere i cumani in partenza a rimanere in Ungheria.

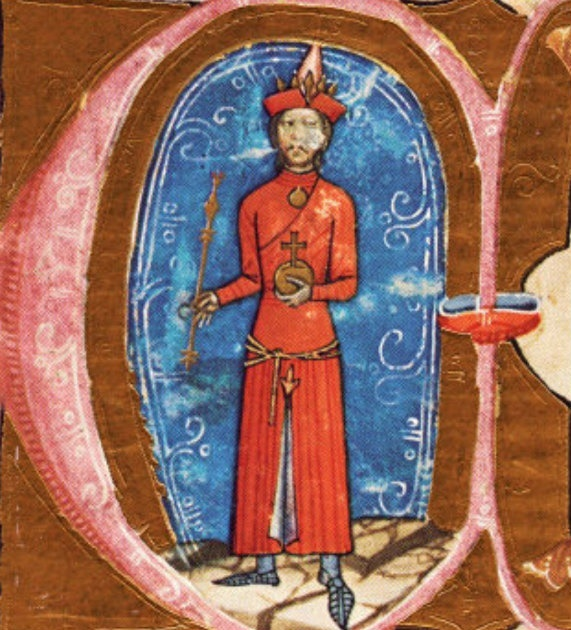
Ladislao IV con indosso i tradizionali abiti cumani come raffigurato nella Chronica Picta

Nel suo studio pubblicato nel 1901, lo storico János Karácsonyi ha collocato la data della schermaglia alla fine di aprile o all'inizio di maggio del 1282. Lo studioso ha sostenuto che i documenti presentati precedentemente da Pauler a sostegno della propria tesi si riferissero alla sola ribellione interna dei cumani avvenuta nell'autunno del 1282. Al contrario, altri documenti lasciano intuire che la battaglia del lago di Hód avvenne cronologicamente dopo l'assedio del castello di Szalánc (odierna Slanec, in Slovacchia) e la sconfitta di Finta Aba, un aristocratico ribelle, avvenuto nel 1281. Inoltre, Karácsonyi ha dimostrato che la suddetta carta (presumibilmente promulgata il 21 agosto 1280) riguardante l'assegnazione del ragno di nobile a Denis (progenitore della famiglia Mokcsay) non fosse autentica. Lo storico ha sottolineato che la Chronica Picta colloca la schermaglia nell'anno 1282, mentre Ladislao Miskolc, uno dei partecipanti ucciso nella battaglia, è indicato come ancora in vita nel 1281. In quell'anno, il re lanciò una campagna contro Finta Aba protrattasi per circa dodici mesi. Ancora, una carta reale del 1283 elencava le vittorie di Ladislao nel seguente ordine cronologico: battaglia di Marchfeld (1278), assedio di Szalánc (1281) e battaglia del lago di Hód, mentre un altro atto reale del successivo anno riferisce che la battaglia ebbe luogo prima dell'assedio del castello di Bernstein (Borostyánkő), svoltosi nel 1284. In un altro studio (1907), Karácsonyi ha citato un altro scritto, il quale prova che Demetrio Rosd, anch'egli caduto in battaglia, era ancora vivo nei primi mesi del 1282. In sintesi, Karácsonyi ha creduto che la rivolta dei cumani si verificò nell'autunno del 1280 e che essi intendevano lasciare l'Ungheria, ma Ladislao IV non riuscì a sconfiggerli e ad impedire loro di farlo. Un anno e mezzo dopo, nella primavera del 1282, i cumani guidati da un certo Oldamiro (anche riferito dalle fonti come Oldomero o Oldamuro) invasero il regno, ma il monarca respinse il loro attacco al lago di Hód.
Lo storico locale Károly Czímer, pur accettando come data il 1282, ha rifiutato di ritenere che il luogo della battaglia coincideva con l'area di Hódmezővásárhely, sostenendo che l'ipotesi venne avanzata per la prima volta nel XVIII secolo dal pastore e studioso locale calvinista Benjámin Szőnyi. Questa convenzione ha attecchito presto a Hódmezővásárhely, finendo per venire accreditata dall'intera storiografia nazionale per tutto il XIX secolo. Czímer ha riferito che la lotta avvenne vicino al villaggio di Hód nel comitato di Arad, in seguito chiamata Temesszécsény (la moderna Orțișoara, in Romania), sostenendo che il villaggio e l'area circostante si trovavano lungo la consueta zona di marcia militare dei cumani. La teoria di Czímer non è stata abbracciata dalla storiografia successiva, mentre la zona di Hódmezővásárhely è stata accettata unanimemente da tutti gli altri come ipotesi realistica.

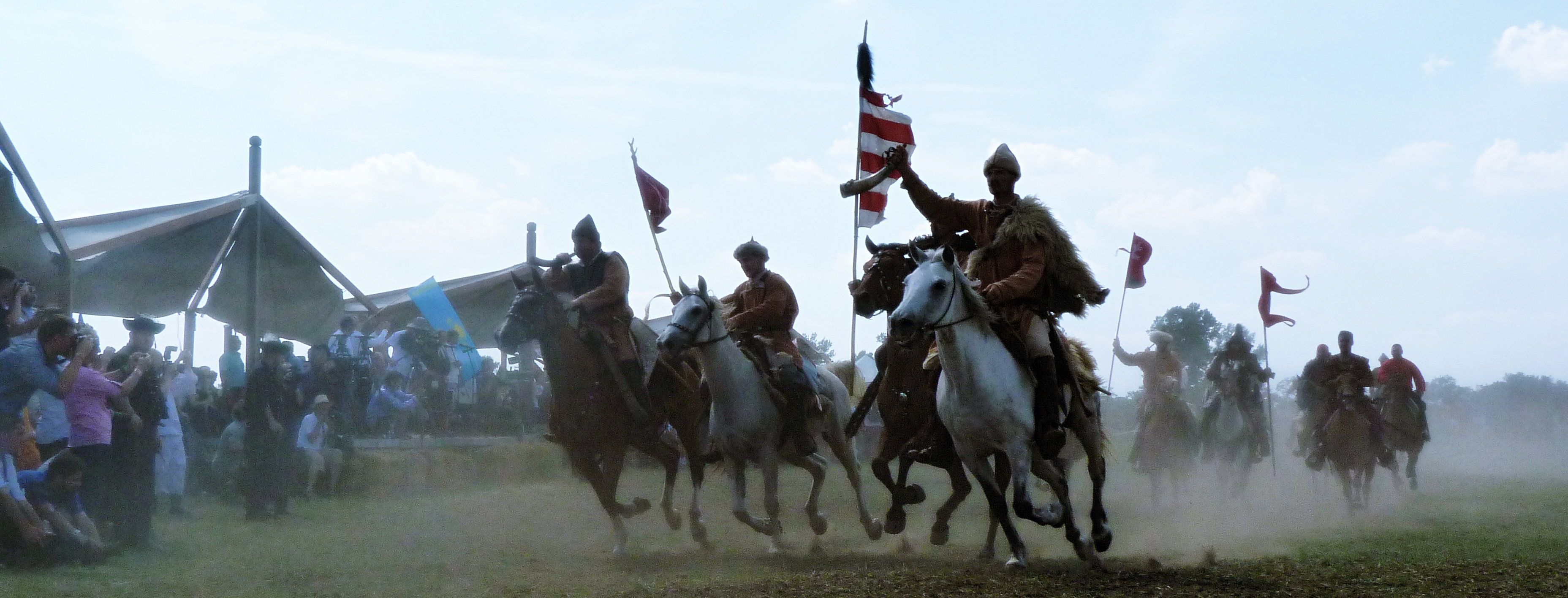
Rievocazione storica in Ungheria. Gli uomini a cavallo sulla destra indossano abiti cumani

Nonostante le nuove ricerche compiute da Karácsonyi all'inizio del XX secolo, gli studiosi successivi si sono divisi sulla questione della collocazione del campo di battaglia. Bálint Hóman ha ascritto la data al 1280, accettando l'argomentazione avanzata da Gyula Pauler nel periodo interbellico, oltre che dal primo volume della serie di storia accademica degli anni Sessanta del Novecento (Magyarország története 1.: Magyarország története az őskortól 1526-ig) durante il regime comunista. Lo storico Gyula Kristó ha affermato che la battaglia si svolse nell'estate del 1280 (pur menzionando per completezza anche l'altra teoria), mentre il suo "rivale" György Györffy, uno studioso con cui spesso si è trovato in disaccordo, ha dichiarato che l'evento avvenne nell'anno 1282. In uno studio del 1977, László Blazovich ha contestato le argomentazioni di Karácsonyi, rigettando l'ipotesi secondo cui l'evento bellico ebbe luogo nel 1282. Egli ha sostenuto che l'autenticità di tutte e tre le carte, le quali lasciano intendere che la battaglia ebbe luogo in quell'anno, appare discutibile, mentre altri documenti riferiscono che la sequenza di avvenimenti secondo un ordine diverso. Blazovich ha messo altresì in dubbio la credibilità dell'elenco delle vittime della battaglia fornito dalle Gesta Hunnorum et Hungarorum del contemporaneo Simone di Kéza, in quanto il cronista presumibilmente «potrebbe non aver distinto tra i guerrieri caduti nella lotta e coloro che si erano in realtà ripresi dalle gravi ferite». Secondo l'interpretazione di Blazovich, si verificò soltanto una schermaglia su scala minore tra il monarca e i cumani nell'estate del 1280. In risposta all'adozione delle leggi cumane, questi si ribellarono al potere reale e devastarono la regione tra la zona dei fiumi Tibisco, Maros e Körös (ad esempio, presero d'assalto l'Abbazia di Egres, il capitolo di Hájszentlőrinc e il castello di Sövényvár). Ladislao IV radunò il suo esercito composto da nobili dell'Ungheria nord-orientale e della Transilvania, e marciò da Várad (la moderna Oradea, in Romania) verso l'area, dove li surclassò presso il lago di Hód alla fine di ottobre o inizio novembre 1280.
Diversi storici, tra cui Gyula Kristó, András Pálóczi Horváth e Rózsa Zsótér, hanno abbracciato l'argomentazione di Blazovich e hanno sostenuto che la battaglia ebbe luogo nell'autunno del 1280. Secondo Zsótér, essa ebbe luogo intorno al 16 o 17 agosto 1280 o, qualora l'anno 1282 fosse corretto, tra settembre e ottobre 1282 circa sulla base della marcia compiuta dal re Ladislao quando quest'ultimo si trovava a Seghedino. Al contrario, altri storici hanno continuato a sostenere l'interpretazione di Karácsonyi e hanno giudicato il 1282 come l'anno dello scontro: è il caso di László Solymosi, András Borosy, György Székely e Jenő Szűcs. Lo storico Attila Zsoldos ha respinto le critiche avanzate da Blazovich nel suo studio del 1997, approfittandone per rimarcare il fatto che risulta probabile che lo scontro avvenne verosimilmente nel 1282, considerato che la ricompensa di coloro che presero parte alla battaglia viene per la prima volta citata nel 1283 (eccezion fatta per i documenti non autentici). Ha in più dichiarato attendibile il resoconto di Simone di Kéza rispetto ai documenti coevi inerenti all'elenco delle vittime, mentre Zsoldos ha posto l'attenzione su un altro documento, il quale conferma che Giovanni Parasznyai, uno dei partecipanti ucciso nella lotta, fosse ancora in vita nel 1281. Zsoldos ha fornito la seguente ricostruzione, dopo aver separato gli eventi rispettivamente per il 1280 e il 1282: Ladislao radunò un esercito intorno a ottobre, forse vicino a Várad, lanciandosi all'inseguimento dei cubani in marcia fino a Szalánkemén nell'autunno del 1280 (vi pubblicò il suo statuto l'11 novembre); attraversò infine il confine all'altezza dei Carpazi. Di conseguenza, in quell'anno non si verificarono degli scontri in Ungheria tra il re e i cumani. Zsoldos ha sostenuto che Ladislao IV persuase con successo i cumani a tornare in Ungheria durante la campagna militare in Transalpina in circostanze sconosciute. Zsoldos ha ipotizzato che la ribellione fosse scoppiata intorno al luglio 1282 tra i cumani, che furono costretti a ritornare due anni prima depredando la regione tra i fiumi Tibisco e Maros. Questo conflitto si trasformò nella battaglia del lago do Hód tra il 17 settembre e il 21 ottobre 1282. Per quanto riguarda le pubblicazioni in lingua inglese, l'orientalista István Vásáry ha considerato credibile l'interpretazione di Zsoldos, mentre anche Nora Berend ha accettato come anno il 1282, rifacendosi allo studio di Zsoldos. Pál Engel si è unito a quest'ultimo filone interpretativo. Anche lo storico rumeno Tudor Sălăgean ha condiviso la ricostruzione degli eventi fatta da Zsoldos, raccontandola dalla prospettiva della Transilvania. Tamás Kádár, che ha ricostruito l'itinerario compiuto da Ladislao IV, ha indicato la data presunta della battaglia del lago di Hód tra settembre e ottobre 1282, riconoscendo la fondatezza dell'interpretazione di Zsoldos.

## La battaglia
(Simone di Kéza, Gesta Hunnorum et Hungarorum)
(Chronica Picta)
La battaglia è menzionata dalle Gesta Hunnorum et Hungarorum del contemporaneo Simone di Kéza nella sua ultima voce, dalla Chronica Picta del XIV secolo e da 19 carte reali del re Ladislao IV.
Secondo Attila Zsoldos, il monarca fu informato della rivolta cumana quando riunì diversi nobili vicino al castello di Patak (le moderne rovine vicino a Sátoraljaújhely) nel luglio del 1282, dopo aver catturato il forte dei soldati fedeli al signore ribelle Finta Aba. Se il resoconto fornito dalla Chronica Picta fosse autentico, la ribellione fu guidata da Oldamiro, "condottiero" o "principe dei Cumani" (dux Cumanie). Tale circostanza fa presupporre che i cumani in Ungheria invocassero i loro parenti, i quali vivevano sotto la sovranità mongola, per ricevere assistenza. Anche se Simone di Kéza non si riferisce al capo cumano, afferma che «complottavano» contro il re. Zsoldos ha ritenuto che la devastazione della regione tra i fiumi Tibisco e Maros ebbe luogo durante l'invasione del 1282: ad esempio, attaccarono e diedero alle fiamme il monastero di Egres, dove era conservata una grande percentuale del tesoro reale. È plausibile che avessero imperversato anche nei possedimenti di Tommaso Csanád (malgrado il documento che narra tali eventi è un falso e non è ritenuto autentico). Il nobile Rubino Hermán e i suoi udvornici di Vép difesero con successo il forte di Sövényvár.

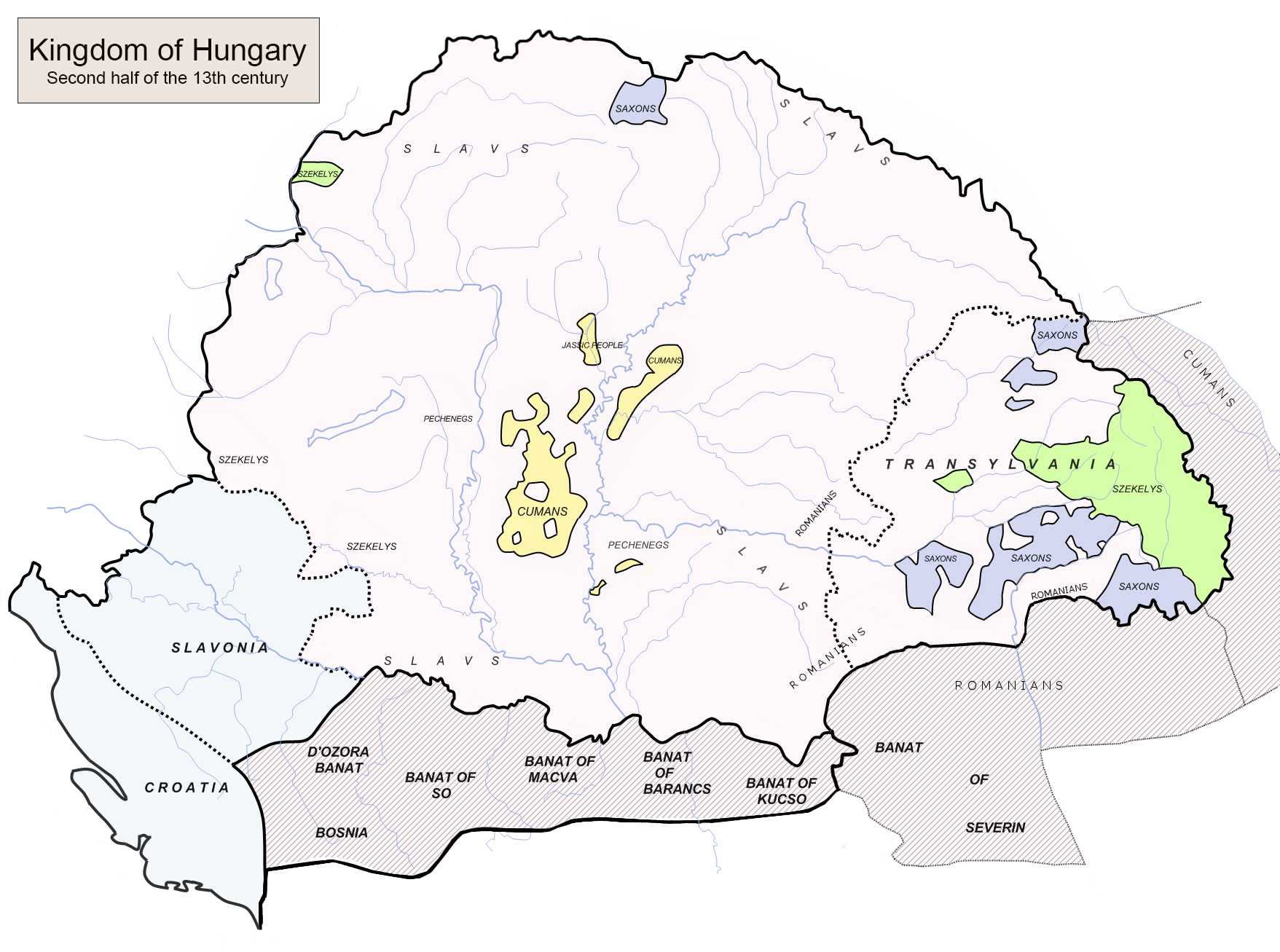
Autonomie locali cumane (giallo) in seguito all'adozione delle leggi cumane

In risposta all'attacco cumano, Ladislao IV convocò immediatamente un esercito reale affiancato da nobili, cavalieri e guerrieri del castello nel nord-est dell'Ungheria, principalmente giunti da Sáros, Ung e Zólyom. Con il suo esercito, Ladislao marciò verso sud e si accampò a Seghedino in attesa dell'arrivo dei rinforzi dal Transdanubio, compreso il popolo della regina. Ladislao e il suo esercito marciarono nell'area dell'attuale Hódmezővásárhely, dove sconfissero i Cumani. Alcuni di loro fuggirono dal regno attraverso il confine dei Carpazi meridionali, mentre altri si arresero e giurarono fedeltà al re e rispetto della legge cumana del 1279. Dopo la sua vittoria, Ladislao tornò a Seghedino, dove convocò un'altra assemblea generale. Il re arrivò a Buda poco prima del 2 novembre 1282.
Alla battaglia avevano partecipato diversi giovani nobili, che a cavallo tra il XIII e il XIV secolo divennero potenti e importanti baroni del regno. È il caso di Rolando Borsa, definito dalla Chronica Picta un «valoroso guerriero [...] che si scagliò con la sua lancia sui Cumani con impetuoso coraggio e con sua grande fama li colpì e li abbatté in gran numero». Tra gli altri aristocratici si menzionano Amadeo Aba, Stefano Ákos, Rolando Rátót e verosimilmente Domenico Rátót. Károly Czímer ha ritenuto che Roland Borsa fosse generale dell'avanguardia, mentre Rolando Rátót operasse quale suo vice. Al fianco di Ladislao vi erano altresì diversi magiari di spicco, inclusi i fratelli Tommaso Baksa e Giorgio Baksa, oltre a nobili minori quali Tommaso Talpas, Sebastiano Vejtei e Rophoin Debreceni.

## Conseguenze
Probabilmente entrambe le parti patirono molto perdite. Le fonti dell'epoca testimoniano che Lorenzo Rátót (figlio di Stefano Rátót]l), Domenico Gutkeled, Giovanni Bő e Giovanni Parasznyai persero la vita in quell'occasione. Inoltre, la cronaca di Simone di Kéza fornisce un elenco dettagliato di quei nobili più giovani che perirono.
András Pálóczi Horváth ha sottolineato che la disfatta al Lago Hód comportò «una riduzione del numero di comunità cumane presenti in Ungheria, e come conseguenza anche la loro forza economica e militare si ridusse notevolmente». Secondo Jenő Szűcs, il territorio tra i fiumi Maros e Körös, oltre al Temesköz (il Banato) cessò di essere abitato dai cumani dopo la battaglia. György Györffy ha affermato che la loro sconfitta segnò l'inizio della «feudalizzazione» (cioè dell'integrazione sociale) dei sudditi cumani alla struttura politica, sociale e culturale della società maggioritaria, che durò per tutto il XIV secolo. Allo stesso tempo, i cumani comparirono sempre meno nelle fonti contemporanee come un'entità separata, il che indica la loro completa assimilazione sociale, linguistica e culturale alla nazione ungherese, nonostante il loro territorio privilegiato, chiamato Kunság, esistette fino alla fine del XIX secolo.

### Fonti primarie
- Simone di Kéza, Gesta Hunnorum et Hungarorum, traduzione di László Veszprémy e Frank Schaer, CEU Press, 1999, ISBN 963-9116-31-9.
- Dezső Dercsényi, Leslie S. Domonkos (a cura di), Chronica Picta, Corvina, Taplinger Publishing, 1970, ISBN 0-8008-4015-1.

### Fonti secondarie
- (EN) Nora Berend, At the Gate of Christendom: Jews, Muslims and 'Pagans' in Medieval Hungary, c. 1000-c. 1300, Cambridge University Press, 2001, ISBN 978-0-521-02720-5.
- (HU) László Blazovich, IV. László harca a kunok ellen [La lotta di Ladislao IV contro i Cumani], in Századok, vol. 111, n. 5, Magyar Történelmi Társulat, 1977,  pp. 941-945, ISSN 0039-8098 (WC · ACNP).
- (HU) Károly Czímer, Az 1282. évi hódi csata helye és lefolyása [Posizione e Corso della Battaglia di Hód nel 1282], in Hadtörténelmi Közlemények, vol. 30, n. 1, Hadtörténeti Intézet és Múzeum, 1929,  pp. 385-416, ISSN 0017-6540 (WC · ACNP).
- (EN) Pál Engel, The Realm of St Stephen: A History of Medieval Hungary, 895-1526, I.B. Tauris Publishers, 2001, ISBN 1-86064-061-3.
- (HU) Géza Érszegi e László Solymosi, Az Árpádok királysága, 1000-1301 [La Monarchia degli Arpadi, 1000-1301], in László Solymosi, Magyarország történeti kronológiája, I: a kezdetektől 1526-ig [Cronologia Storica dell'Ungheria, Volume I: Dalle Origini al 1526], Akadémiai Kiadó, 1981,  pp. 79-187, ISBN 963-05-2661-1.
- (HU) György Györffy, A kunok feudalizálódása [La Feudalizzazione dei Cumani], in György Székely, Tanulmányok a parasztság történetéhez Magyarországon a 14. században [Studi sulla storia dei contadini in Ungheria nel XIV secolo], Akadémiai Kiadó, 1953,  pp. 248-275.
- (HU) Tamás Kádár, IV. László király itineráriuma (1264–[1272]–1290) [L'Itinerario di Re Ladislao IV (1264–[1272]–1290)], vol. 23, n. 1, Fons. Szentpétery Imre Történettudományi Alapítvány, 2016,  pp. 3-64, ISSN 1217-8020 (WC · ACNP).
- (HU) János Karácsonyi, A hód-tavi csata éve [L'anno della Battaglia del Lago di Hód], in Századok, vol. 35, n. 7, Magyar Történelmi Társulat, 1901,  pp. 626-636, ISSN 0039-8098 (WC · ACNP).
- (HU) János Karácsonyi, Új adat a hód-tavi csata évéhez [Nuove informazioni sull'Anno della Battaglia del Lago di Hód], in Századok, vol. 41, n. 10, Magyar Történelmi Társulat, 1907,  pp. 948-949, ISSN 0039-8098 (WC · ACNP).
- (HU) Gyula Kristó, Az Aranybullák évszázada [Il Secolo delle Bolle Pontificie], Gondolat, 1981, ISBN 963-280-641-7.
- (HU) Gyöngyi Nagy, Kun László király és a hód-tavi csata [Re Ladislao il Cumano e la Battaglia del Lago di Hód], in A Hódmezővásárhelyi Szeremlei Társaság Évkönyve 2012, vol. 16, Szeremlei Társaság, 2013,  pp. 69-89, ISSN 1219-7084 (WC · ACNP).
- (EN) András Pálóczi Horváth, Pechenegs, Cumans, Iasians: Steppe Peoples in Medieval Hungary, Corvina, 1989, ISBN 963-13-2740-X.
- (HU) Gyula Pauler, A magyar nemzet története az Árpád-házi királyok alatt, II [La Storia dello Stato Ungherese nell'epoca dei Re Arpadi], vol. 2, Athenaeum, 1899.
- (EN) Tudor Sălăgean, Transylvania in the Second Half of the Thirteenth Century: The Rise of the Congregational System, BRILL, 2016, ISBN 978-90-04-24362-0.
- (HU) Jenő Szűcs, Az utolsó Árpádok [Gli ultimi Arpadi], Osiris Kiadó, 2002, ISBN 963-389-271-6.
- (EN) István Vásáry, Cumans and Tatars: Oriental Military in the Pre-Ottoman Balkans, 1185–1365, Cambridge University Press, 2005, ISBN 978-11-39-44408-8.
- (HU) Attila Zsoldos, Téténytől a Hód-tóig. Az 1279 és 1282 közötti évek politikatörténetének vázlata [Da Tétény al lago di Hód: Cenni di storia politica degli anni tra il 1279 e il 1282], in Történelmi Szemle, vol. 39, n. 1, Accademia Ungherese delle Scienze, 1997,  pp. 69-98, ISSN 0040-9634 (WC · ACNP).
- (HU) Rózsa Zsótér, Megjegyzések IV. László király itineráriumához [Giudizi sull'Itinerario del re Ladislao IV], in Acta Universitatis Szegediensis. Acta Historica, vol. 92, MTA-SZTE-MOL Magyar Medievisztikai Kutatócsoport, 1991,  pp. 37-41, ISSN 0324-6965 (WC · ACNP).